# Прайноски, Крис
Крис Прайноски (англ. Chris Prynoski; род. 1 ноября 1971, Трентон) — американский аниматор, режиссёр и продюсер.

## Биография
Прайноски родился в Трентоне, вырос в Бордентауне. Окончил художественную школу School of Visual Arts в 1994 году. Затем несколько лет проработал в Нью-Йорке, по большей части или в собственной или в MTV студии. В 2000 году он переехал в Голливуд, где начал работать над теле- и кинопроектами на собственной студии Titmouse, Inc.

## Работы
Крис Прайноски участвовал во множестве телевизионных и кинопроектов, включая Металлопокалипсис на канале Cartoon Network и его собственное творение — сериал MTV Downtown, номинированный на «Эмми». Он также режиссировал мультсериал «Дарья» для MTV и галлюцинации для «Бивис и Баттхед уделывают Америку», номинированный на «Best Animated Sequence in a Feature Film» Национальным обществом мультипликаторов. Крис создал заставку для Семейки Осборнов. Режиссировал анимацию для многих рекламных телероликов, среди которых мультипликационный Foot Long Hot Dog Inventor для Budweiser, множество музыкальных видеоклипов для многих известных исполнителей, включая Velvet Revolver, Snoop Dogg и Джордж Клинтон, а также множество прочих проектов, как например, «Лаборатория Декстера» с участием группы They Might Be Giants для канала Cartoon Network. Его список режиссёрских работ также включает в себя The Amazing Screw-On Head с участием Пола Джаматти, Megas XLR для Cartoon Network и Happy Monster Band для Disney.
В последнее время Прайноски режиссировал Freaknik: The Musical для канала Adult Swim и продюсировал телесериал Чёрная пантера для Marvel и G.I. Joe: Resolute для Hasbro.

## Titmouse
Его студия анимации «Titmouse» известна в первую очередь работой над роликами для игры Guitar Hero и сериалами для ТВ, среди которых Металлопокалипсис, Аватар: Легенда об Аанге, Афросамурай, DJ & the Fro и Freaknik: The Musical.